# أزول البرازيل
أزول البرازيل هي شركة طيران برازيلية. مقرها في بارويري إحدى ضواحي ساو باولو. يتمثل نموذج أعمال الشركة في تحفيز الطلب من خلال توفير خدمات جوية متكررة وبأسعار معقولة للأسواق المحرومة في جميع أنحاء البرازيل. تم تسمية الشركة بأزول («أزرق» بالبرتغالية) بعد مسابقة تسمية في عام 2008، حيث كان «سامبا» هو الاسم الشائع الآخر. تم تأسيسها في 5 مايو 2008 من قبل ديفيد نيليمان البرازيلي المولد (مؤسس شركة الطيران الأمريكية منخفضة التكلفة خطوط جيت بلو الجوية)، بأسطول من 76 طائرة من طراز إمبراير اي-جت. بدأت شركة الطيران الخدمة في 15 ديسمبر 2008.
وفقًا لهيئة الطيران المدني البرازيلية، بين يناير وديسمبر 2019 استحوذت أزول على 23.5 ٪ من حصص السوق المحلية و5.0 ٪ من حصص السوق الدولية من حيث إيرادات الكيلومترات للمسافرين، مما يجعلها ثالث أكبر شركة محلية. وثاني أكبر شركة طيران دولية في البرازيل.

## التاريخ
أنشئت الشركة في عام 2008، وبدأت عملياتها في نفس العام. في 28 مايو 2012 أعلنت شركة أزل عن استحواذها على شركة تريب، أكبر ناقل إقليمي في البرازيل. بدأت أزل وتريب عمليات مشاركة التعليمات البرمجية الشاملة في 2 ديسمبر 2012، مع جميع الرحلات التي تحمل فقط رمز ياتا الخاص بـ أزل. في 6 مارس 2013 أعطت السلطات البرازيلية الموافقة النهائية على الاندماج مع بعض القيود المتعلقة بمشاركة الرمز مع خطوط تام الجوية واستخدام الفتحات في مطار ريو دي جانيرو - سانتوس دومونت. في 6 مايو 2014 اكتملت عملية الدمج بالموافقة النهائية من السلطات البرازيلية. في ذلك اليوم لم تعد العلامة التجارية تريب موجودة وتم نقل جميع أصول تريب إلى أزل.
في حين أن شركة الطيران ليست حاليًا عضوًا كاملاً في تحالف شركات الطيران، فقد وقعت اتفاقية مشاركة بالرمز مع شركة طيران تحالف ستار ألاينس يونايتد إيرلاينز في يناير 2014، مما أتاح لأعضاء مايلج بلاس كسب نقاط عند السفر مع أزول بدءًا من 1 أبريل 2014. منذ عام 2015 تعد أزول أيضًا شريكًا متساويًا في مشروع مشترك برازيلي-برتغالي، وهو المالك الأكبر لشركة تاب إير البرتغال.
في ديسمبر 2014 بدأت أزول أولى رحلاتها الدولية المجدولة، إلى فورت لودرديل في 2 ديسمبر وأورلاندو في 15 ديسمبر، وكلاهما في الولايات المتحدة.
في أوائل عام 2015 تم الإعلان عن توقيع أزول اتفاقية شراء 35 طائرة من طراز عائلة إيرباص إيه 320 نيو. ومن المقرر أيضًا استئجار 28 طائرة أخرى من هذا النوع. في منتصف عام 2015 أنهت شركة أزول صفقة لشراء 30 طائرة من طراز إمبراير إي-جت إي2 (بما في ذلك 20 خيارًا) وأعلن عنها لأول مرة في معرض فارنبورو الدولي للطيران 2014. وحدد موعد التسليم الأول في عام 2020.

## الوجهات
تخدم أزول البرازيل 161 وجهة في البرازيل والبرتغال والولايات المتحدة وأوروغواي.

### اتفاقية الرمز المشترك
لدى أزول البرازيل اتفاقية الرمز المشترك مع الشركات التالية:
- الخطوط الجوية الإثيوبية
- طيران الإمارات[7]
- إيتا[8]
- خطوط جيت بلو الجوية[9]
- تاب برتغال[10]
- الخطوط الجوية التركية
- الخطوط الجوية المتحدة[11]

### الاتفاقيات المشتركة
- الخطوط الجوية الأرجنتينية[12]
- طيران أوروبا[12]
- خطوط كوبا الجوية[13]
- الاتحاد للطيران[12]
- Hahn Air[12]
- خطوط هاينان الجوية
- لوفتهانزا[12]

## الأسطول الحالي

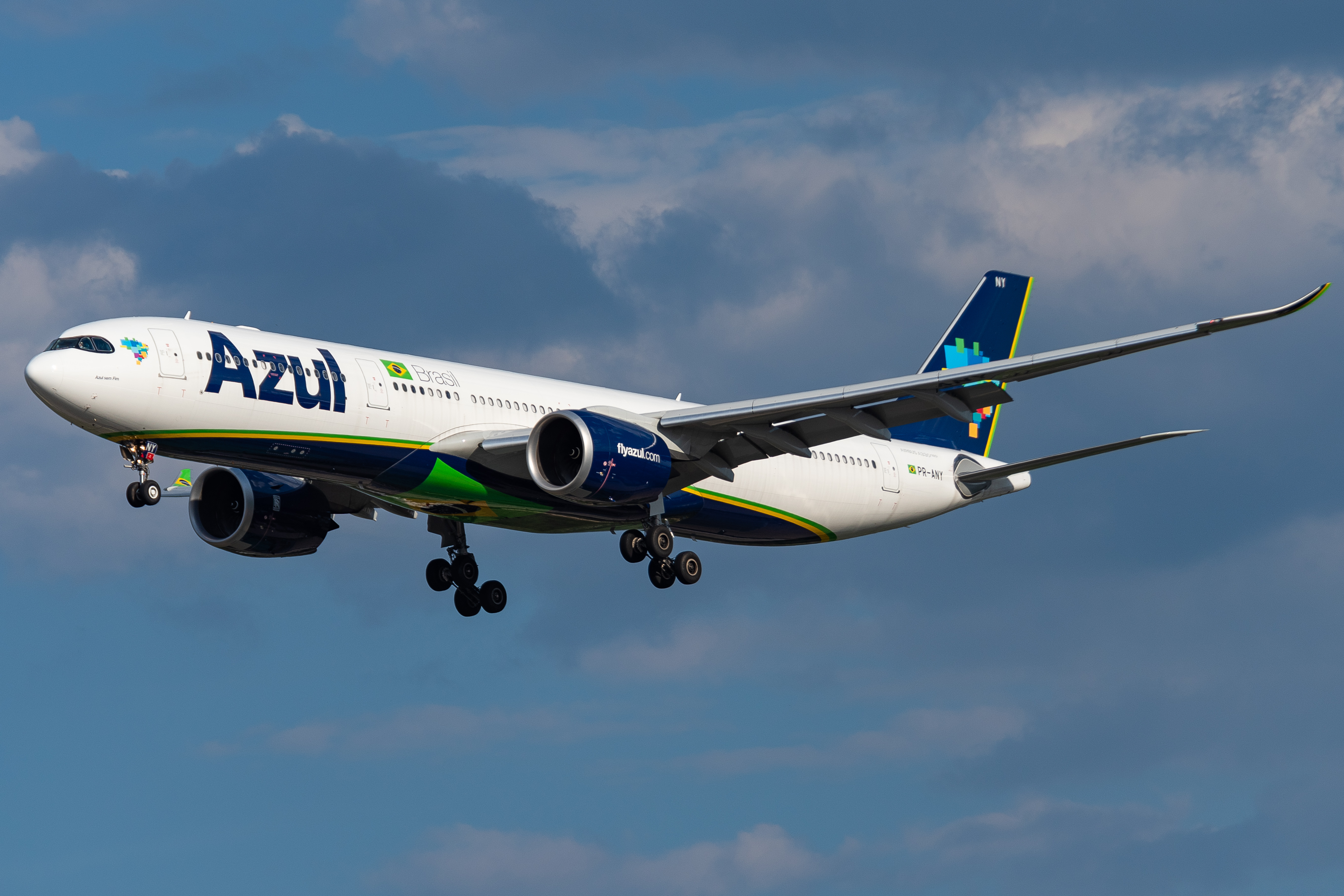
طائرة إيرباص إيه 330-900 في مطار بكين العاصمة الدولي

اعتبارًا من نوفمبر 2022 يتكون أسطول خطوط أزول برازيليان الجوية من الطائرات التالية:
| الطائرة            | في الخدمة | مغلقة | الركاب       | الركاب            | الركاب   | الركاب  | ملاحظات |
| الطائرة            | في الخدمة | مغلقة | رجال الأعمال | السياحية المتميزة | السياحية | المجموع | ملاحظات |
| ------------------ | --------- | ----- | ------------ | ----------------- | -------- | ------- | --- |
| إيرباص إيه 320 نيو | 43        | —     | —            | —                 | 174      | 174     | |
| إيرباص إيه 321 نيو | 4         | —     | —            | —                 | 214      | 214     | |
| إيرباص إيه 330     | 7         | —     | 27           | —                 | 222      | 249     | بيعت قطعتين منها للقوات الجوية البرازيلية لتحول إلى إيرباص إيه 330 إم آر تي تي. To be replaced by إيرباص إيه 350 |
| إيرباص إيه 330 نيو | 5         | 3     | 34           | —                 | 264      | 298     | |
| إيرباص إيه 350     | 2         | 2     | 33           | 99                | 202      | 334     | بدأ التسليم في 2022.                                                                                             |
| إيه تي آر 72       | 33        | 10    | —            | —                 | 70       | 70      | |
| إمبراير اي-جت      | 42        | —     | —            | —                 | 118      | 118     | |
| إمبراير إي-جت إي2  | 15        | 60    | —            | —                 | 136      | 136     | |
| أسطول الشحن        |           |       |              |                   |          |         | |
| بوينغ 737 كلاسيك   | 2         | —     | الشحن        | الشحن             | الشحن    | الشحن   | |
| المجموع            | 148       | 80    |              |                   |          |         | |